# Jürgen Partenheimer
Jürgen Partenheimer (né le 14 mai 1947 à Munich, Bavière) est un artiste allemand parmi les plus renommés de sa génération.
Depuis sa participation à la Biennale de Paris en 1980 et à la Biennale de Venise en 1986, il a connu de très nombreuses expositions dans le monde entier. 

## Œuvre
L’œuvre de Jürgen Partenheimer, apparue en Allemagne dans les années 1980, révèle aujourd’hui, à travers ses différentes formes - dessin, peinture, sculpture, livres d'artistes et poésie - la vaste expérience de l’art et de la vie accumulée par l’artiste. Son travail se distingue par sa qualité d’abstraction, où le dessin fait figure de registre primitif d’idées et de concepts, destinés à être développés dans des œuvres futures. 
L’intensité poétique de ce travail artistique est surprenante. Le dessin progresse vers la forme avec prudence, et de ses lignes émane une mystérieuse aura. Les peintures font entrevoir un monde imaginaire, où l’artiste avance toujours d’un pas de plus vers l’inconnu. Les sculptures orchestrent un processus de sensation et de découverte, qui fait vaciller les idées préconçues de l’observateur pour le plonger dans l’incertitude et l’instabilité. En dépit de leur apparence minimaliste, elles lâchent les rênes à l’imagination. 

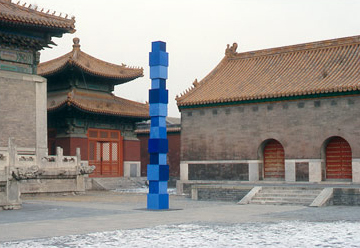
Jürgen Partenheimer, Musée National d´Art Moderne, Pekin, Chine, "Axe du Monde", Cité Interdite, Pekin, 2000.

L’approche de Partenheimer se situe à l’extrême limite du corporel, à une sorte de point d’intersection entre matérialité et immatérialité. Son travail, pourtant, qui traite de la nature de la vision et de ses rapports mouvants avec le savoir, surprend par sa rigueur classique. En nous invitant à repousser nos limites par la double voie de l’œil et de la philosophie, il nous pose des questions comme, par exemple, la signification de l’imaginaire. Partenheimer n’entend pas nous montrer le monde que nous habitons, mais plutôt notre façon de l’habiter. Sa capacité à entrelacer l’art et la réflexion théorique n’est pas la moindre de ses extraordinaires qualités d’artiste.

## Expositions (sélection)

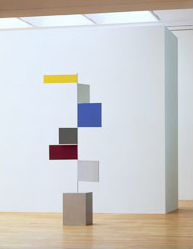
Jürgen Partenheimer, Kunstmuseum Bonn, Allemagne, 1998.

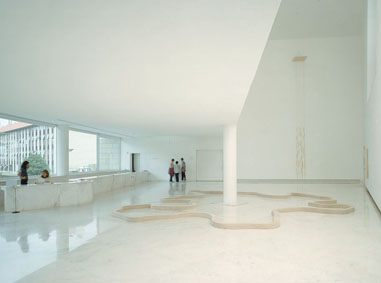
Jürgen Partenheimer, CGAC, Musée d´Art Contemporain, Santiago de Compostela, Espagne, 1999.

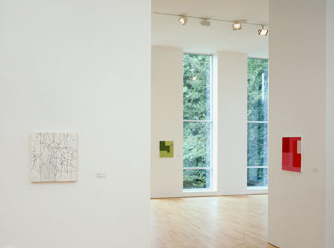
Jürgen Partenheimer, S.M.A.K. Musée d'art contemporain, Gand, 2002.

- 1980 XI.Biennale de Paris, Musée d´Art moderne de la Ville de Paris, France
- 1981 XVI.Biennale São Paulo, Brésil ; „Nukleus I“
- 1981 Galería de Arte Moderna, Lisbonne, Portugal ; „Arte International“
- 1982 Artists Space, New York, États-Unis ; „Drawings“
- 1982 Articule Gallery, Montréal, Canada, „Monument Morale“
- 1983 Kunstraum München, Munich, Allemagne ; „Der Weg der Nashörner“
- 1985 Nationalgalerie Berlin,“* 1945-1985 Kunst in der Bundesrepublik Deutschland“
- 1985 Kunstmuseum Berne, Suisse ; „Das poetische ABC“
- 1986 XLII. Biennale Venise, Settore Arte Visivi, Venise, Italie
- 1986 San Francisco Museum of Modern Art, San Francisco, États-Unis
- 1988 Nationalgalerie Berlin, Allemagne ; „Verwandlung-Heimkehr“
- 1988 Museum van Hedendaagse Kunst, Gent, Belgique
- 1989 National Gallery of Art, Washington, États-Unis ; „The 1980s“
- 1989 Fundació Juan Miró, Barcelone, Espagne
- 1990 Hamburger Kunsthalle, Hamburg, Allemagne ; „Vasts Apart“
- 1991 Museum of Fine Art, Houston, États-Unis
- 1992 National Gallery of Art, Washington, États-Unis
- 1992 Museum Ludwig, Cologne, Allemagne
- 1993 Musée municipal de La Haye, Pays-Bas ; „Horos“
- 1993 Städelsches Kunstinstitut, Francfort, Allemagne ; „Narrow Gates“
- 1994 The Museum of Modern Art, New York, États-Unis
- 1994 Museum of Fine Arts, Santa Fe, Nouveau Mexique, États-Unis
- 1994 Staatliche Graphische Sammlung Munich ; Kunstmuseum Bonn, Allemagne
- 1995 MAC Museo de Arte Contemporaneo, Madrid, Espagne
- 1996 Stedelijk Museum Amsterdam, Pays-Bas ; „Cantos“
- 1997 Singapore Art Museum, Singapour ; „L'Art d'Allemagne““
- 1997 IVAM Centre Julio González, Valence, Espagne „Cantos“
- 1998 Staatliche Kunsthalle Karlsruhe, Allemagne ; „Fragments“
- 1998 Contemporary Art Museum, Tampa, États-Unis
- 1999 CGAC Centro Galego de Arte Contemporanea, Santiago de Compostela, Espagne
- 2000 National Museum of Fine Arts, Pékin ; Nanjing Museum, Nanjing, Chine
- 2000 Fundaçao Centro Cultural de Belem, Lisbonne, Portugal
- 2002 S.M.A.K. Stedelijk Museum voor Aktuele Kunst, Gent, Belgique
- 2003 Pinacoteca Do Estado, São Paulo, Brésil ; „Suave Locoura“
- 2004 Museum am Ostwall, Dortmund, Allemagne ; „Gentle Madness“
- 2004 Royal Hibernian Academy, Dublin, Irlande
- 2004 CGAC Centro Galego de Arte Contemporanea, Santiago de Compostela, Espagne
- 2005 SLUB Dresden, Allemagne „Künstlerbücher / Livres d'artiste“
- 2006 Staatliche Kunsthalle Karlsruhe, Allemagne ; „Rome - São Paulo“
- 2007 Pinacoteca Do Estado, São Paulo, Brasil, „Copan-Diario Paulistano“
- 2007 Maison-Nietzsche, Sils-Maria, Suisse, „Pays métaphysiques“
- 2015 Musée Ariana, Genève, "Calliope" (cat.)

## Publications (sélection)
- Beatrice v. Bismarck, Franz Kaiser : Jürgen Partenheimer. Ausgewählte Texte – Selected Texts, Frankfurt. Édition Cantz, 1993  (ISBN 3-89322-539-0)
- Christa Häusler : Partenheimer, Architektur und Skulptur, Hatje Cantz - Reihe Cantz, 1994  (ISBN 3-89322-284-7)
- Rudi Fuchs : Partenheimer. Cantos, Amsterdam, 1997  (ISBN 90-5006-122-2)
- Juan Manuel Bonet : Jürgen Partenheimer. Cantos y otras mentiras, Valencia. Richter Verlag, 1998  (ISBN 84-482-1696-2)
- Klaus Schrenk : Jürgen Partenheimer. Fragmente, Karlsruhe. Richter Verlag, 1998  (ISBN 3-928762-86-9)
- Miguel Fernandez Cid : Jürgen Partenheimer. Santiago de Compostela, 1999  (ISBN 84-453-2589-2)
- Franz Kaiser : Jürgen Partenheimer. Architecture-Sculpture, Le Haye. Richter Verlag, 2000  (ISBN 978-3-933807-32-8)
- Dieter Ronte : Partenheimer in China. Richter Verlag, 2000  (ISBN 3-933807-56-5)
- Jan Hoet : Jürgen Partenheimer. La robe des choses, Gent. Éditions Merz, 2002  (ISBN 90-769-7908-1)
- Heinz Althöfer, Bazon Brock : Jürgen Partenheimer. Der Schein der Dinge, Dortmund. Richter Verlag, 2004  (ISBN 3-937572-10-4)
- Marcelo M. Araujo : Jürgen Partenheimer. Suave Loucura, São Paulo. Editora Estação Liberdade, 2005  (ISBN 85-7448-103-3)
- Klaus Schrenk : Jürgen Partenheimer. Roma - São Paulo, Karlsruhe. Richter Verlag, 2006  (ISBN 3-937572-53-8)
- Jürgen Partenheimer : Copan. São Paulo Tagebuch, Karlsruhe, 2006  (ISBN 3-925212-65-5)
- Anne-Claire Schumacher. Jürgen Partenheimer. Calliope. 3x7 contenants/vessels, Geneva, Snoeck Publishers Cologne, 2015  (ISBN 978-3-86442-147-1)

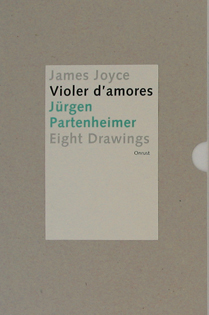
Jürgen Partenheimer, Violer d'amores, 2004, Onrust, Amsterdam
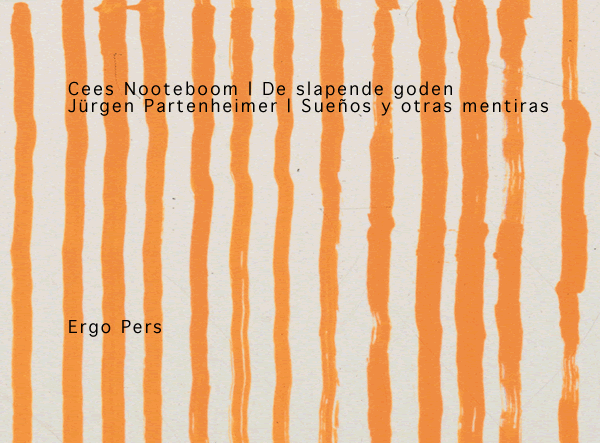
Jürgen Partenheimer, Les dieux dormants / Sueños y otras mentiras, avec lithographies de Jürgen Partenheimer, poèmes de Cees Nooteboom, Ergo Pers, Gand, 2005.
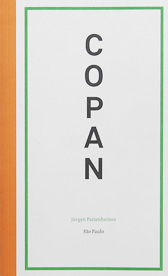
Jürgen Partenheimer, Copan - Diario Paulistano, 2006
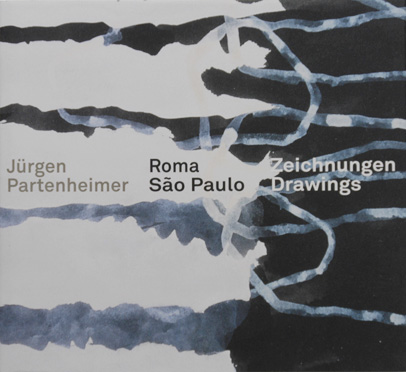
Jürgen Partenheimer. Roma - São Paulo, Staatliche Kunsthalle Karlsruhe, 2006